# Kang Jae-seop
Kang Jae-seop (kor. 강재섭, ur. 28 maja 1948 w Uiseong, Kyŏngsang Północny, Korea Południowa) – południowokoreański polityk, lider Wielkiej Partii Narodowej od 11 lipca 2006 do 3 lipca 2008, największej partii opozycyjnej.
Po raz pierwszy w skład koreańskiego parlamentu wszedł w 1988. Obecnie sprawuje mandat już piąty raz z rzędu.